# Anton von Zach

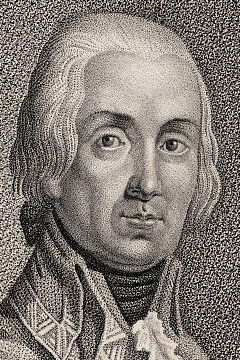
Anton Frhr. v. Zach

Anton Freiherr von Zach (* 14. Juni 1747 in Pest; † 22. November 1826 in Graz) war ein österreichischer Offizier mit ungarischen Vorfahren, zuletzt Feldzeugmeister, Ritter des Theresienordens und zeitlebens Inhaber des Infanterieregiments Nr. 15. 

## Leben
Er wurde als Sohn des Arztes József Zach (Protomedicus des Invalidenhauses in Pest, 1765 unter Maria Theresia in den Adelstand erhoben) und der Klára Szontágh 1747 in Pest geboren. Im Juli 1765 trat er als Kadett dem Geniekorps bei, wurde dort Leutnant und 1783 zum Hauptmann befördert. Nach dem Studium an der Ingenieurs-Fakultät wurde er 1778 Professor an der Theresianischen Militärakademie in Wiener Neustadt. Während des Krieges gegen die Türken befand er sich in Loudons Hauptquartier. Zach wurde beauftragt in der Nacht vom 6. auf 7. Oktober 1789 auf der Kriegsinsel eine Batterie einzurichten, welche die Festung Belgrad so vorteilhaft schädigte, dass die Übergabe des befehlshabenden Paschas schneller erfolgte. Hauptmann Zach brachte letzterer Erfolg die höhere Charge des Majors ein. 

### Koalitionskriege

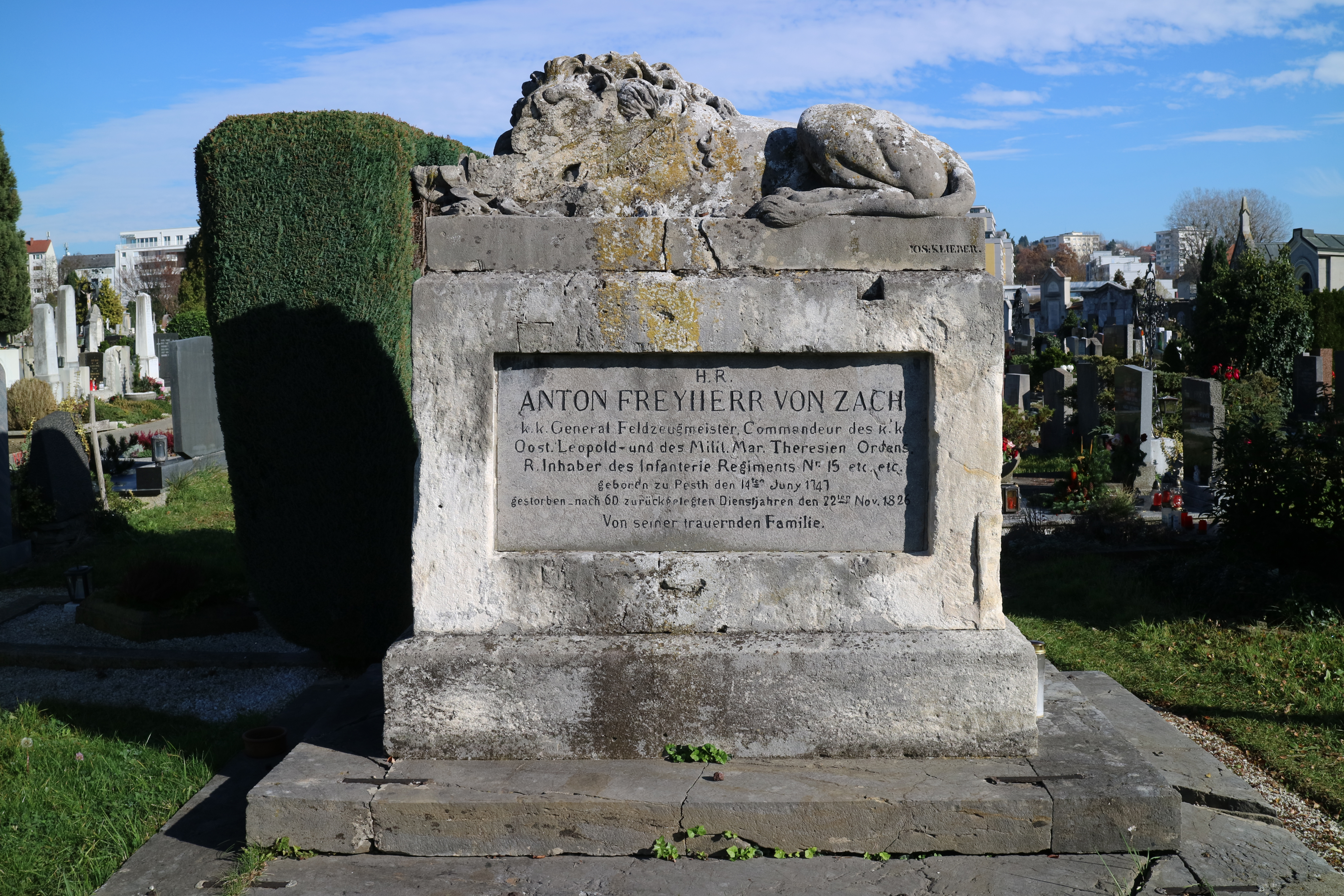
Grab auf dem Stadtfriedhof St. Peter

Mit Beginn des Ersten Koalitionskrieges stellte Zach im Frühjahr 1793 ein selbstständiges Pionierkorps in den österreichischen Niederlanden auf. Er zeichnete sich in der Schlacht bei Famars (23. Mai 1793) und bei der erfolgreichen Belagerung von Valenciennes (24. Mai – 28. Juli 1793) aus, darauf erfolgte seine Beförderung zum Oberstleutnant. Bei der Erstürmung der Mainzer Linien am 29. Oktober 1795 stellte er sein militärtechnisches Können derartig unter Beweis, dass er im folgenden Jahr dem Generalstab der Armee des Feldzeugmeisters Beaulieu zugeteilt wurde. 1796 kam er unter Wurmsers Kommando nach Mantua, wo er sich bei der Verteidigung der Festung neuerlich bewährte. Der Feldzug von 1799 erwies klar seine Eignung für die Generalslaufbahn. In der Schlacht von Legnano am 26. März und bei Magnano am 5. April nahm er als Truppenführer teil und wurde im Juni 1799 zum Generalmajor befördert.
Er wurde darauf Generalstabschef der Armee Kray, nach der Rückeroberung von Mantua wurde er am 27. Juli zum obersten Stabschef der verbündeten Armee in Italien bestellt. 

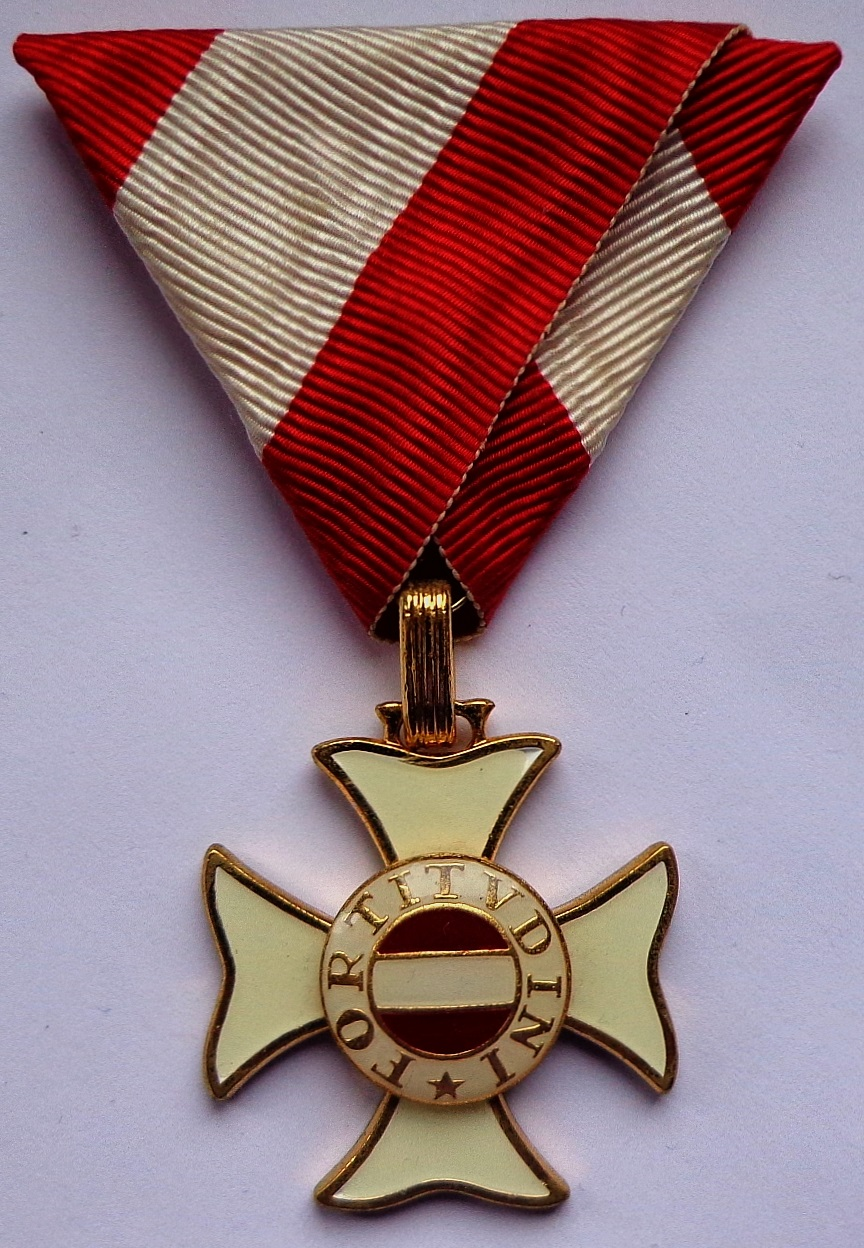
Ritterkreuz des Militär-Maria-Theresien-Ordens

Für seine Leistungen in der Schlacht von Novi (25. August 1799) erhielt in der 58. Promotion vom 13. Oktober 1799 den Militär-Maria-Theresien-Orden zuerkannt. 1799 wurde er Stabschef der italienischen Armee und hatte hohen Anteil am Sieg bei Genola (4. November 1799), wo die französische Italien-Armee unter Championnet geschlagen wurde. Nach der Niederlage des Generals Melas in der Schlacht von Marengo (14. Juni 1800) fiel er in französische Kriegsgefangenschaft. Nach dem Frieden von Lunéville wurde er am 4. Februar 1801 in den Freiherrenstand erhoben. Während des Feldzuges von 1805 diente er wieder als Generalquartiermeister bei der Italien-Armee, er nahm unter Erzherzog Karl an der Schlacht von Caldiero (29.–31. Oktober 1805) teil und wurde am 1. September 1805 zum Feldmarschallleutnant befördert. Im Jänner 1806 wurde er zum Militärgouverneur von Triest ernannt und 1808 mit dem Kommandeurkreuz des Leopold-Ordens ausgezeichnet. Im Feldzug 1809 befand er sich zunächst bei der italienischen Armee unter Erzherzog Johann und belagerte Palmanova, am 26. Juni 1809 führte er unter FML Gyulay eine Division während der Belagerung von Graz, beim Treffen von St. Leonhard. Im Oktober 1810 wurde er zum Vize- und 1813 zum Kommandanten der Festung Olmütz ernannt. Am 1. März 1825 im 60. Jahr seines Militärdienstes wurde er noch zum Feldzeugmeister ernannt und am 22. November verabschiedet. Zach galt als Fachmann auf dem Gebiete der Vermessungstechnik. In mehreren wissenschaftlichen Abhandlungen erschienen seine militärischen Erfahrungen und Anleitungen zur Feldbefestigung, des Weiteren veröffentlichte er auch Schriften über die Kosmologie der Erde und der Planeten. Seine letzten Lebensjahre brachte Zach in Graz zu, wo sein Leben 1826 endete.

### Familie
Zach vermählte sich am 29. Juni 1779 in Wiener Neustadt mit Anna Freiin von Moltke (1759–1832). Die Tochter Theresa heiratete Auguste Milliet de Faverges et de Challes (1780–1854). Eine zweite Tochter Maria Angelika Wilhelmine (1784–1855) heiratete 1802 Oberst Franz Xaver Richter von Binnenthal (1768–1840). Eine dritte Tochter Josepha (1781–1857) heiratete den späteren Theresienritter und FML Ignaz Freiherr von Reinisch (9. Juni 1768 – 23. September 1843).